# Babulu
Babulu is een bestuurslaag in het regentschap Belu van de provincie Oost-Nusa Tenggara, Indonesië. Babulu telt 1079 inwoners (volkstelling 2010).